# Hexen II
Hexen II — gra komputerowa z gatunku strzelanek pierwszoosobowych, wyprodukowana przez Raven Software i wydana w 1997 roku. Jest kontynuacją gry Hexen. Podobnie jak w poprzedniku, Hexen II wymaga od gracza rozwiązywania zagadek i korzystania z przedmiotów.